# Can't Stop This Thing We Started
"Can't Stop This Thing We Started" é uma canção do músico e compositor de rock canadense Bryan Adams. A canção foi escrita por Adams e Robert Lange, sendo lançada como o segundo single do sexto álbum de estúdio, Waking Up the Neighbours (1991), em 2 de setembro de 1991. A canção alcançou a posição número dois na Billboard Hot 100 dos Estados Unidos enquanto liderava a parada canadense RPM Top Singles por três semanas não consecutivas. 
A faixa recebeu duas indicações ao Prêmio Grammy de 1992 para "Melhor Canção de Rock" e "Melhor Performance Vocal Solo de Rock", não vencendo nenhuma delas. A canção foi música-tema da campanha do Partido Liberal da Colúmbia Britânica em 2009.

## Lista de faixas
- 7" – Estados Unidos[4][5]

1. "Can't Stop This Thing We Started" — 4:29
2. "(Everything I Do) I Do It for You – 6:38

- 7" – Alemanha e Reino Unido[6][7]

1. "Can't Stop This Thing We Started" – 4:29
2. "It's Only Love" (Live Solo) – 3:34

## Paradas musicais
| País/Parada (1991–1992)                    | Melhor posição |
| ------------------------------------------ | -------------- |
| Austrália (ARIA)                           | 9              |
| Áustria (Ö3 Austria Top 75)                | 14             |
| Bélgica (Ultratop 50 de Flandres)          | 4              |
| Canadá (RPM Top Singles)                   | 1              |
| Canadá (RPM Adult Contemporary)            | 13             |
| Dinamarca (IFPI Dinamarca)                 | 2              |
| Europa (Eurochart Hot 100)                 | 9              |
| Finlândia (Suomen virallinen lista)        | 10             |
| França (SNEP)                              | 10             |
| Alemanha (Offizielle Deutsche Charts)      | 14             |
| Irlanda (IRMA)                             | 4              |
| Países Baixos (Dutch Top 40)               | 5              |
| Países Baixos (Single Top 100)             | 10             |
| Nova Zelândia (Recorded Music NZ)          | 7              |
| Noruega (VG-lista)                         | 7              |
| Portugal (AFP)                             | 8              |
| Suécia (Sverigetopplistan)                 | 3              |
| Suíça (Schweizer Hitparade)                | 8              |
| Reino Unido (UK Singles Chart)             | 12             |
| Estados Unidos (Billboard Hot 100)         | 2              |
| Estados Unidos (Billboard Mainstream Rock) | 2              |
| Zimbabue (ZIMA)                            | 4              |

| País/Parada (1991)             | Posição fixada |
| ------------------------------ | -------------- |
| Austrália (ARIA)               | 85             |
| Bélgica (Ultratop)             | 40             |
| Canadá (RPM Top Singles)       | 3              |
| Europa (Eurochart Hot 100)     | 84             |
| Países Baixos (Dutch Top 40)   | 62             |
| Países Baixos (Single Top 100) | 66             |
| Estados Unidos (Hot 100)       | 59             |